# Первомайское городское поселение (Челябинская область)
Первомайское городско́е поселе́ние — бывшее муниципальное образование в Коркинском районе Челябинской области Российской Федерации. Упразднено в 2022
Административный центр — пгт Первомайский.

## История
Статус и границы городского поселения установлены Законом Челябинской области от 9 июля 2004 года № 242-ЗО «О статусе и границах Коркинского муниципального района и городских поселений в его составе»

## Население
| 2010    | 2011    | 2012    | 2013    | 2014    | 2015    | 2016    |
| ------- | ------- | ------- | ------- | ------- | ------- | ------- |
| 11 215  | →11 215 | ↗11 341 | ↗11 471 | ↗11 536 | ↗11 718 | ↘11 686 |
| 2017    | 2018    | 2019    | 2020    | 2021    |         |         |
| ↘11 538 | ↘11 400 | ↘11 221 | ↘11 213 | ↘10 096 |         |         |

## Состав городского поселения
| № | Населённый пункт | Тип населённого пункта      | Население |
| - | ---------------- | --------------------------- | --------- |
| 1 | Первомайский     | пгт, административный центр | ↘9524     |
| 2 | Саксан           | посёлок                     | ↗125      |
| 3 | Шумаки           | деревня                     | ↘445      |